# Estadio Stanley Cayasso
Estadio Stanley Cayasso es un estadio de béisbol ubicado en la ciudad de Managua, Nicaragua, es el estadio más grande del país. Es llamado así en honor al nicaragüense Stanley Cayasso Guerrero un destacado jugador de béisbol. Puede recibir 20 mil personas sentadas capacidad que se amplia en eventos como conciertos. 
Fue inaugurado el 20 de noviembre de 1948 durante la administración de Víctor Manuel Román y Reyes como "Estadio Nacional de Nicaragua", siendo renombrado como "Estadio General Somoza" en el gobierno de Luis Somoza Debayle.
Durante el gobierno revolucionario, en la década de los años 1980 del siglo XX, se le denominó "Estadio Nacional Rigoberto López Pérez", en homenaje al poeta leonés que ejecutó al tirano fundador de la Dinastía somocista.
En la década de 1990, el estadio fue renombrado a "Estadio Nacional Dennis Martínez", en honor al jugador nicaragüense de Grandes Ligas Dennis Martínez.
A partir de noviembre del 2017 el estadio tomó su nombre actual, "Estadio Stanley Cayasso", luego de la inauguración del Nuevo Estadio Nacional Dennis Martinez, que cuenta con una capacidad aproximada para 15.000 espectadores.
En 2023 fue demolido para dar paso  a la construcción de un nuevo Complejo deportivo en este lugar.

## Historia

### Antecedentes
La idea de construir un estadio nacional en el país comenzó a tener forma en 1941, cuando el 19 de junio de ese año el Ministerio de Fomento dio a conocer un acuerdo para la construcción del mismo. En Nicaragua se ha jugado béisbol desde 1891, pero hasta la década de los años 1940 no existía un campo que brindara las condiciones adecuadas.
Antes de 1948, el antiguo Estadio La Penitenciaría estaba ubicado en donde hoy se ubica el Estadio Cranshaw, contiguo a la Casa del Obrero, actual sede de la Central Sandinista de los Trabajadores (CST).

### Construcción
Según Carlos García Solórzano, exdirector de la Federación Nicaragüense de Béisbol, (FENIBA), el Estadio Nacional fue construido a partir de 1945, cuando comenzaron los trabajos ejecutados por la firma Cardenal Lacayo Fiallos, afirmó que la historia del Estadio quedó impresa en una revista que circuló por los años 1948-1949. La construcción costó un poco más de cuatro millones de Córdobas de aquella época (aproximadamente 800.000 dólares americanos).

### Inauguración
El Estadio Nacional abrió sus puertas un 20 de noviembre de 1948 para la X Serie Mundial Amateur, donde participaron nueve equipos, los cuales eran: Nicaragua, Cuba, Panamá, Puerto Rico, República Dominicana, Costa Rica, El Salvador, Guatemala y Honduras.
Se inauguró con todos los honores, asistieron unas 30 mil personas, aunque el Estadio Nacional fue construido para una capacidad de 25 mil personas sentadas, y con las remodelaciones ha llegado a 20 mil, regularmente se permitió tal asistencia en esos días, el edificio fue inaugurado por el General Anastasio Somoza García y el evento se convirtió en una fiesta deportiva para los nicaragüenses de esa época.
Estaba considerado como el más moderno de Latinoamérica. Hoy está desfasado.
Las luminarias que servirían para los juegos o actividades nocturnas, se activaron en 1957, gracias a equipos profesionales dirigido por Emilio Gadea.

### Instalaciones y Capacidad
Es el más grande de Nicaragua, el escenario sirve para albergar 2 deportes, Béisbol y Fútbol en la década de los 1980 fue reparado parcialmente y se colocaron las pesadas torres para su iluminación, el estadio fue sometido a una reconstrucción para convertirse en la sede de la Serie Mundial de Béisbol entre noviembre y diciembre de 1972.
- Capacidad: 20 mil espectadores[1]
- Entradas: 18
- Butacas: 30%
- Iluminación: 6 Torres
- Baños: 6
- Techado: Si 30%
- Reglamentario Béisbol: Si
- Reglamentario Fútbol: No

## Actualidad
Desde su construcción en 1948, el estadio ha resistido tres eventos que han modificado su estructura original; el terremoto de 1972, el reforzamiento a la estructura, realizado en 1987 y la remodelación de 1994.
Desde 1973, el Earthquake Engineering Research Institute (EERI), en su informe evaluativo, evidenció daños severos en los distintos sectores de la estructura debido a la variabilidad en la calidad constructiva,  demostrando una mejor construcción y diseño en la parte Norte que la sur. No obstante, en 1994, se efectuaron remodelaciones donde se añadieron nuevos espacios a la estructura. En 2007, el Ministerio de Transporte e Infraestructura MTI y la comisión sectorial de Infraestructura del SINAPRED, realizaron un informe sobre el estado actual del estadio.
Hoy en día, sin embargo, las nuevas medidas de seguridad de las entidades vinculadas al deporte, así como las exigencias cada vez mayores de los espectadores con respecto a la comodidad y la necesidad de contar con instalaciones deportivas multifuncionales, han hecho necesario definir los puntos más importantes en la construcción y/o remodelación de los estadios deportivos. A partir de esto ha surgido el objetivo de dar respuesta inmediata al uso emergente del Estadio Nacional para su uso en los juegos de la Liga Nicaragüense de Béisbol Profesional.
Desde noviembre del 2017, debido a la apertura del Nuevo Estadio Nacional Dennis Martinez, el escenario pasó a llamarse "Estadio Stanley Cayasso".

## Acontecimientos Importantes
- 1948: Inauguración del Estadio Nacional, en el inicio de la X Serie Mundial de Béisbol amateur.
- 1949: Navarro Cubs y Escuelas Internacionales juegan 26 innings. Ganó el Navarro 4-3.
- 1950: Inauguración de la XI Serie Mundial de Béisbol amateur.
- 1950: Eduardo Green se titula campeón de bateo de la XI Serie Mundial de Béisbol Aficionado, con promedio de .487.
- 1951: Alejandro Canales, del Cinco Estrellas, le lanza Juego Perfecto al equipo Venus.
- 1955: Pedro Infante, Leo Marini y "Tin Tán" se presentan al público.
- 1957: Inauguración de las luces con la serie internacional ante las Estrellas Cubanas de Emilio Cabrera.
- 1957: Se inaugura la Segunda Liga Profesional de Béisbol de Nicaragua, con la participación de los equipos Bóer, San Fernando, León y Granada, que se fusionó con el Cinco Estrellas.
- 1957: La televisión de Nicaragua realiza su primera transmisión directa desde el Estadio Nacional, con el juego entre León y el Combinado.
- 1957: El campeón de fútbol de Paraguay, Cerro Porteño se enfrenta al equipo El Triunfo y le gana 8:1.
- 1957: El equipo "Harlem Globetrotters" de baloncesto profesional de Estados Unidos, realiza dos juegos de exhibición contra selecciones locales.
- 1957: El Coronel Ingeniero Luis Somoza Debayle, tomó posesión de la Presidencia de La República. Su hermano, Anastasio Somoza Debayle, lo hizo diez años después.
- 1966: La selección de fútbol de Nicaragua vence 2:1 en desafío amistoso a Estudiantes de la Plata de Argentina. Los equipos brasileños Botafogo y Corintians hacen un juego de exhibición.
- 1968: Eduardo "Ratón" Mojica vence por decisión al entonces Campeón mundial mosca, el tailandés Chartchai Chionoi, el cinturón no estaba en disputa.
- 1968: El onceno de fútbol UCA, se mide en desafío amistoso al equipo Irapuato, de México.
- 1968: Un gran triunfo en fútbol: Flor de Caña vence 2:0 a Alianza FC de El Salvador en el Campeonato de Equipos Campeones y Subcampeones de CONCACAF.
- 1968: Nicaragua realiza el Campeonato Centroamericano de Atletismo de Mayores.
- 1971: Sergio Lacayo le lanza "no hit no run" a la Selección de béisbol de Colombia en el "Torneo de La Amistad". Ganó 2-0 y ponchó a 15 bateadores.
- 1972: Se realiza la XX Serie Mundial de Béisbol con la asistencia récord de 16 países. Nicaragua termina en el tercer lugar, logrando un triunfo final 2-0 sobre la Selección de béisbol de Cuba, campeón del torneo.
- 1973: Se presenta el conjunto musical "Santana Band" con Chepito Areas, Mario Moreno "Cantinflas" es el animador. Se produjo el mayor lleno en la historia del Estadio.
- 1975: 4 de julio.– Durante el segundo juego de la Serie Final del Campeonato de 1975 entre los Búfalos del Bóer y Estelí, se reabre el Estadio después del terremoto del 23 de diciembre de 1972.
- 1977: Eddy Gazo se proclama campeón mundial Superwélter AMB, al derrotar por unanimidad al argentino Miguel Ángel Canstellini.
- 1985: 5 de enero.– Tras cinco años de clausura por trabajos de restauración, se reabre el Estadio. Dantos vencen 6-0 a León con pitcheo 2 hits de Luis Cano.
- 1988: En una de las finales más extraordinaria, los "Diablos Rojos" del América vencen 3:2 a los "Caciques" del Diriangén. En 1991, el América alcanza el título derrotando 3:1 al MINT; en 1991, Estelí derrotó al Diriangén en tiros de penalti.
- 1990: Doña Violeta Barrios de Chamorro tomó posesión de la Presidencia de La República, primera mujer en ejercer tan alto cargo en Nicaragua.
- 1991: En las eliminatorias del Mundial de fútbol de Estados Unidos 1994, Nicaragua pierde 3:2 ante El Salvador con Jorge "Mágico" González en el terreno.
- 1994: Previo a la inauguración de la XXXII Serie Mundial de Béisbol, se inaugura el Salón de la Fama del Deporte Nicaragüense.
- 1996: Rosendo Álvarez defiende el título mundial Mínimo AMB (105 lb), noqueando en el tercer round al colombiano Kermín Guardia.
- 1996: Se presentan los grupos musicales Frey, el rapero Caló, Llama Viva y Animación.
- 1997: El doctor Arnoldo Alemán toma posesión de la Presidencia de La República.
- 1997: Se efectúa la segunda fecha del Campeonato Latinoamericano de Motocross. Al año siguiente se repitió la competencia correspondiente a esa edición.
- 1998: Se organiza la sexta edición de la Carrera de Carretones de Caballos "Ben Hur", el peor uso que se le ha dado porque el terreno quedaba totalmente destrozado después de cada evento de ese tipo.
- 1998: Con lleno superior a las 22 mil personas, se presentó el grupo mexicano Maná, formado por Fher, Alex, Juan y Sergio.